# Han Gan

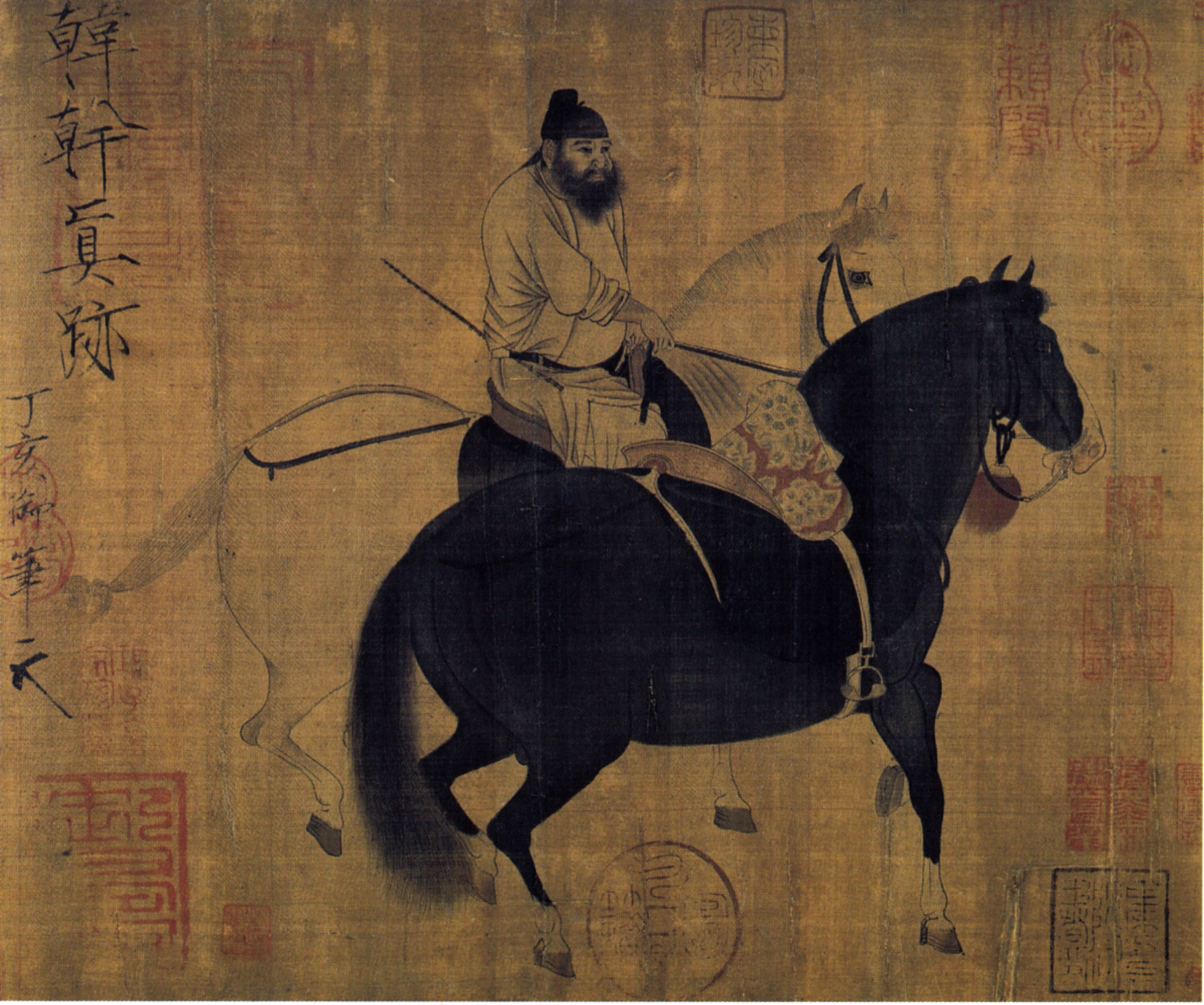
Reiter mit zwei Pferden

Han Gan (chinesisch 韓幹 / 韩干, Pinyin Hán Gàn; 706–783) war ein chinesischer Maler der Tang-Dynastie. Historischen Aufzeichnungen zufolge wurde er in Chang’an (Provinz Shaanxi) oder Daliang, (Provinz Henan) als Sohn einer armen Familie geboren. In jungen Jahren erkannte Wang Wei, ein berühmter Dichter, Hans Talent und förderte seine Kunstausbildung. Nach seinen Studien wurde Han Maler am Kaiserhof.
Er malte zahlreiche Porträts und Bilder mit buddhistischen Themen, aber am bekanntesten ist er wegen seiner Gemälde von Pferden. Ihm wird nachgesagt, dass er nicht nur die äußerliche Erscheinung eines Pferdes wiedergab, sondern auch seinen Geist. Sein Ruf wuchs und übertraf bald den seines Lehrers. Pferdemalern späterer Generationen diente er als Vorbild.